# Sunil Chhetri
Sunil Chhetri (* 3. August 1984 in Secunderabad, Andhra Pradesh, Indien) ist ein indischer Fußballspieler. Chhetri ist Rekordspieler und Rekordtorschütze der indischen Fußballnationalmannschaft.

## Karriere

### Verein
Mit achtzehn Jahren unterschrieb Chhetri im Jahr 2002 beim indischen Erstligisten Mohun Bagan AC aus Kolkata. Dort konnte er sich jedoch nicht als Stammspieler durchsetzen und wechselte deshalb drei Jahre später zum Ligakonkurrenten JCT Mills FC aus dem Punjab. In der National-Football-League-Saison 2006/07 gelangen dem Stürmer zwölf Treffer für die Mills, Chhetri wurde in dieser Saison auch zum besten Spieler und zum besten Stürmer der Saison gewählt. Zur Saison 2007/08, in der die National Football League als höchste indische Spielklasse von der I-League abgelöst wurde, gelangen ihm noch sieben Treffer.
Nach dem Ende der Saison wechselte Chhetri zurück nach Kolkata und unterschrieb einen Vertrag beim East Bengal FC. In der I-League-Saison 2008/09 absolvierte er vierzehn Spiele und erzielte dabei sieben Treffer. In der darauffolgenden Saison wechselte er zum Dempo SC, bei dem er einen Zweijahresvertrag unterschrieb. In der Saison 2009/10 traf er achtmal in dreizehn Spielen und gewann mit dem Demo FC den indischen Meistertitel.
Im März 2010 wechselte er in die US-amerikanische Major League Soccer zu Sporting Kansas City. Er war damit der erste indische Fußballspieler, der bei einem Major-League-Soccer-Verein spielte. Sein erstes Pflichtspiel für die Wizards machte er in einem Qualifikationsspiel für den Lamar Hunt U.S. Open Cup gegen die Colorado Rapids, während des Spiels kassierte er eine gelbe Karte und wurde zur Halbzeit ausgewechselt. Während der MLS-Saison 2010 absolvierte er kein Ligaspiel für Kansas City, lediglich am 25. Juli 2010 spielte er noch einmal in einem Freundschaftsspiel gegen Manchester United. Anschließend wurde er für die indische Nationalmannschaft freigestellt, die sich auf den AFC Asian Cup vorbereitete. Am 7. Februar 2011 gab Kansas City bekannt, dass Chhetri den Verein verlassen hat.
Am 11. Februar 2011 kehrte Chhetri nach Indien zurück und unterschrieb beim Erstligisten Chirag United SC. Bereits am 22. Juli 2011 wechselte er erneut den Verein und unterschrieb bei Mohun Bagan AC.
Zur Saison 2012/13 wechselte er nach Portugal zur zweiten Mannschaft (Equipa B) von Sporting Lissabon in die zweite portugiesische Liga. Er debütierte am 30. September 2012 für Sporting B, als er in einem Ligaspiel gegen den SC Freamunde in der Schlussphase eingewechselt wurde. Nachdem er bis Februar 2013 nur zwei weitere Kurzeinsätze verbuchen konnte, wurde er bis zum Saisonende zurück nach Indien zum Erstligisten Churchill Brothers SC verliehen. Dort schoss er vier Tore in acht Spielen und gewann mit dem Verein die Meisterschaft der I-League 2012/13.
Im Juli 2013 schloss Chhetri sich dem Bengaluru FC an. Mit dem neugegründeten Klub gewann er direkt in der ersten Saison die Meisterschaft. In der darauffolgenden Spielzeit gewann er den Federation Cup mit seinem Team.
Nachdem er zwischenzeitlich (von 2015 bis 2017) für den Mumbai City FC auflief, spielt er seit 2017 wieder für Bengaluru FC. Mit dem Verein gewann er in der Saison 2018/19 die Indian Super League.
2021 wurde Chhetri mit dem Rajiv Gandhi Khel Ratna ausgezeichnet, dem höchsten indischen Nationalpreis für Sportler, nachdem er bersits sieben Mal Fußballer des Jahres geworden war.

### Nationalmannschaft
Chhetri nahm mit der indischen U-20-Nationalmannschaft an den Südasienspielen 2004 teil.
Am 12. Juni 2005 debütierte er in einem Freundschaftsspiel gegen Pakistan für die A-Nationalmannschaft, in diesem Spiel erzielte er auch direkt sein erstes Tor im indischen Nationaltrikot.
Mit der Nationalmannschaft nahm er 2007 am Nehru Cup teil und konnte mit der Mannschaft nach einem 1:0 über Syrien den ersten Platz belegen. Bei der Südasienmeisterschaft 2008 erreichte Chhetri zusammen mit der Mannschaft das Finale, verlor dort aber mit 0:1 gegen die Malediven. Beim AFC Challenge Cup 2008 wurde Chhetri in allen Spielen eingesetzt. Im Halbfinale schoss er den Siegtreffer gegen Myanmar und ebnete Indien damit den Weg ins Finale. Das im Ambedkar-Stadion ausgetragene Finale gewann Indien mit 4:1, wobei Chhetri gleich drei Treffer erzielte. Im Jahr 2009 gewann er mit Indien erneut den Nehru Cup, im zweiten Gruppenspiel erzielte er gegen Kirgisistan seinen einzigen Turniertreffer.
Chhetri wurde für den indischen Kader bei der Fußball-Asienmeisterschaft 2011 nominiert, in der Endrunde des Turniers erzielte Chhetri zwei Treffer. Während der Qualifikation zum AFC Challenge Cup 2012 war er Kapitän der Nationalmannschaft.
Bei der Südasienmeisterschaft 2011 im eigenen Land wurde Chhetri mit sieben Treffern Torschützenkönig und hatte damit maßgeblichen Anteil am Titelgewinn seines Teams. 2012 gewann Chhetri mit der indischen Mannschaft den Nehru Cup im Finalspiel gegen Kamerun im Elfmeterschießen. Er teilte sich den Titel des Torschützenkönigs mit vier Treffern. Im Jahr 2018 gewann er mit der Nationalmannschaft die erstmalige Austragung des Intercontinental Cups, dem Nachfolgeturnier des Nehru Cups. Dabei wurde er mit acht Turniertreffern erneut Torschützenkönig. Während des Turniers absolvierte Chhetri seinen 100. Auftritt als Nationalspieler.
Am 7. Juni 2021 avancierte er hinter Cristiano Ronaldo (103 Tore) zum zweiterfolgreichsten aktiven Nationaltorschützen weltweit (74). Mit zwei Treffern beim 2:0-Erfolg in der WM-Qualifikation 2022 über Bangladesch verdrängte er Lionel Messi (72). Mittlerweile hat Messi mit aktuell 104 Toren Chhetri (aktuell 92 Tore) wieder von Platz 2 der aktiven Torschützen verdrängt (Stand: 12. September 2023).

## Trivia
Chhetris Vater stammt aus Kolkata und diente als Offizier in der Indischen Armee. Seine Mutter, Sushila Chhetri, stammt aus Nepal und spielte für die Frauenfußballnationalmannschaft Nepals.

## Erfolge
- Vereine:

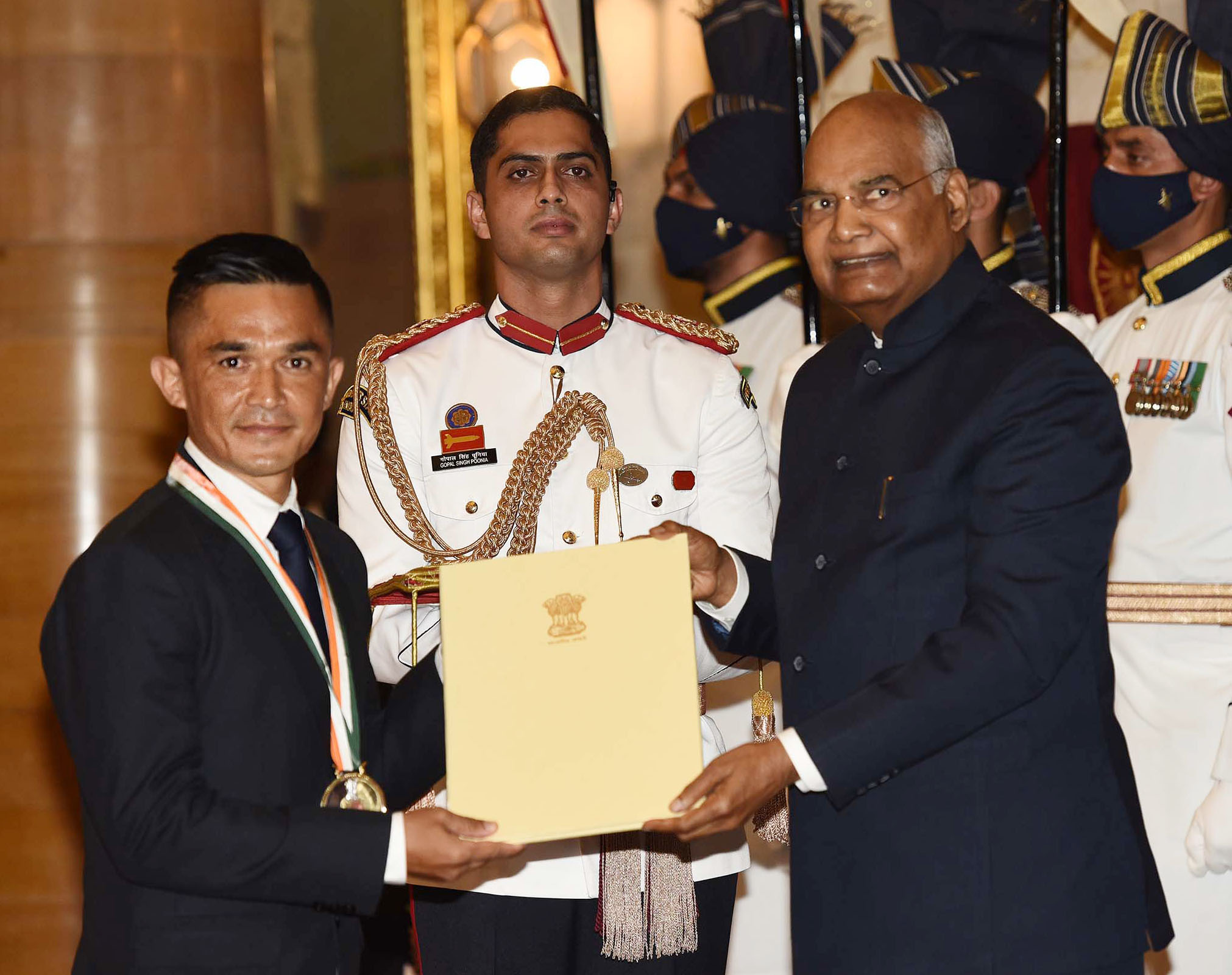
Chhetri erhält die Auszeichnung Rajiv Gandhi Khel Ratna vom indischen Präsidenten Ram Nath Kovind (2021)

  - I-League-Sieger: 2009/10, 2012/13, 2013/14, 2015/16
  - Indian-Super-League-Sieger: 2018/19
  - Federation-Cup-Sieger: 2015, 2017
  - AIFF-Super-Cup-Sieger: 2018 (2 Tore im Finale)
  - Durand-Cup-Sieger: 2022

- Nationalmannschaft:
  - AFC-Challenge-Cup-Sieger: 2008
  - Sieger der Fußball-Südasienmeisterschaft: 2011, 2015, 2021, 2023
  - Nehru-Cup-Sieger: 2007, 2009, 2012
  - Intercontinental-Cup-Sieger: 2018, 2023

- Persönliche Auszeichnungen:
  - Arjuna Award: 2011
  - Rajiv Gandhi Khel Ratna: 2021